# 衍生作品

《L.H.O.O.Q.》（1919年作品）。本作是马赛尔·杜象基于达芬奇的《蒙娜丽莎》而创作的衍生作品。该作经常被法学教授用于展示说明何谓“衍生作品”。

衍生作品（英語：derivative work）是著作权法上一种具有表现力的创作品，其包含了原作（或称“基础作品”）的主要的受保护版权内容。相较于原作，衍生作品是一个独立的、分割的作品。针对原作的翻译、改编和整理必须是有实质性工作的，且承担该工作的作者是具有原创性的，这样的作品是受到著作权法的保护。翻译、影视改编和编曲是最常见的衍生作品。
大多数国家的法律系统都试图保护原著作品和衍生作品。法律允许作者有权阻止或以其他方式保护其作品的完整性以及作者的商业利益。衍生作品从著作权的完整性方面来说，不得侵犯原著作者的利益。

## 定义

### 伯尔尼公约
《伯尔尼保护文学和艺术作品公约》中提及了对衍生作品的保护，虽然没有使用“衍生作品”这个术语。

### 亚洲地区

#### 中国大陆
在《中华人民共和国著作权法》同样未使用“衍生作品”这个名词，但是也涉及对衍生作品版权的保护。

#### 台湾
在台湾适用的中华民国《著作权法》中对“衍生作品”的称呼为“衍生著作”，并对衍生著作亦有相关的保护条款。

#### 香港
在香港特别行政区所适用的《版权条例》中，“衍生作品”被称之为“改编本”，同时也将“改编本”统一归类为“文学作品”。
“文学作品” (literary work)指除戏剧作品或音乐作品外的任何写出、讲出或唱出的作品，并据此包括 ——

(a)资料或其他材料的任何形式的编汇，且因其内容的选取或编排而构成智力创作，并包括(但不限于)列表；

(b)电脑程式；及

#### 澳门
在澳门特别行政区版权保护法案《第5/2012號法律》中，“衍生作品”被细分为“衍生作品”与“混合作品”，并且都属于“受保护的作品”。
一、衍生作品系指将某现有之原作改动而成之作品，例如整理、配器、编成戏剧、拍成电影及翻译。 

二、混合作品系指与一未经改动之现有原作之全部或部分相结合之作品。 

三、衍生作品及混合作品均按保护原作之方式受保护。 

#### 日本
在日本的《著作权法》中，“衍生作品”被称之为“二次著作物”（二次的著作物），相关权益亦受到著作权法保证。

### 北美地区

#### 加拿大
虽然加拿大著作权法中并没有明确定义“衍生作品”，但是在《加拿大著作权法案》第三节中确实提供了有关衍生作品的普遍认可的案例。
（a）制作、复制、表演或出版任何著作的翻译作品；

（b）将戏剧作品改编成小说或其他非戏剧作品；

（c）将小说或其他非戏剧作品，以及艺术作品，以公开或其他方式表演将其转换为戏剧作品；

（d）对文学、戏剧及音乐作品进行录音、录像或其他录制作品，可简单复制或表演该作品；

在一个判例中，加拿大最高法院澄清了衍生作品的法定认可仅包括对原著的制作和再制作。同时认定凡是没有制作或再制作行为的全新的原创的作品是没有违反版权法的。